# Ascônio Pediano
Quinto Ascônio Pediano (em latim: Quintus Asconius Pedianus; Pádua, c. 9 a.C. – Roma, ca. 76) foi um gramático e historiador romano.

## Biografia
Em seus últimos anos de vida Ascônio residiu em Roma, onde morreu, depois de ter ficado cego por mais de doze anos. Durante os reinados de Cláudio e Nero ele compilou para seus filhos, a partir de várias fontes, — por exemplo, dos anúncios oficiais (Acta Publica), dos relatórios ou esboços (Commentarii) de discursos inéditos de Cícero, da vida de Cícero escrita por Marco Túlio Tirão, dos discursos e cartas dos contemporâneos de Cícero, de vários escritores históricos, por exemplo, Varrão, Ático, Antias, Tuditano e Fenestela (um contemporâneo de Tito Lívio, a quem muitas vezes ele critica) — comentários históricos sobre os discursos de Cícero, dos quais apenas cinco: in Pisonem, pro Scauro, pro Milone, pro Cornelio e In Toga Candida, em condições muito precárias, estão preservados sob o título atual de Q. Asconii Pediani Orationvm Ciceronis qvinqve enarratio.
Em uma nota sobre o discurso pro Scauro, ele fala de Longo Cecina (morto em 57), como se ainda estando vivo, e Cláudio (morto em 54) já tendo morrido. Esta afirmação, portanto, deve ter sido escrita entre os anos 54 e 57. Estas notas valiosas, escritas em bom latim, se relacionam principalmente a assuntos jurídicos e históricos. Um comentário, da latinidade inferior e, principalmente, de caráter gramatical, sobre o discurso de Cícero, In Verrem (Contra Verres), é universalmente considerado como falso.
Os trabalhos foram encontrados por Poggio em um manuscrito em São Galo em 1416. Este manuscrito está perdido, mas três transcrições foram feitas por Poggio, Zomini (Sozomeno) de Pistoia e Bartolomeu Aragazzi de Montepulciano. A cópia feita por Poggio está agora em Madri (Matritensis x. 81), e a de Zomini, na biblioteca Forteguerri em Pistoia (No. 37). Uma cópia da transcrição feita por Bartolomeu existe em Florença (Laur. liv. 5). Esses manuscritos são derivados da cópia de Poggio.

## Outros trabalhos
Outras obras atribuídas a Ascônio são:
- A vida de Salústio;
- A defesa de Virgílio contra seus detratores;
- O tratado (talvez um simpósio imitando o estilo de Platão) sobre saúde e vida longa.